# Phalcoboenus carunculatus
O Carcará carunculado ou curiquingue (Phalcoboenus carunculatus) é uma espécie de ave de rapina da família Falconidae.
Pode ser encontrada nos seguintes países: Colômbia e Equador.
Os seus habitats naturais são: campos de altitude subtropicais ou tropicais e florestas secundárias altamente degradadas.